# Leif Preus

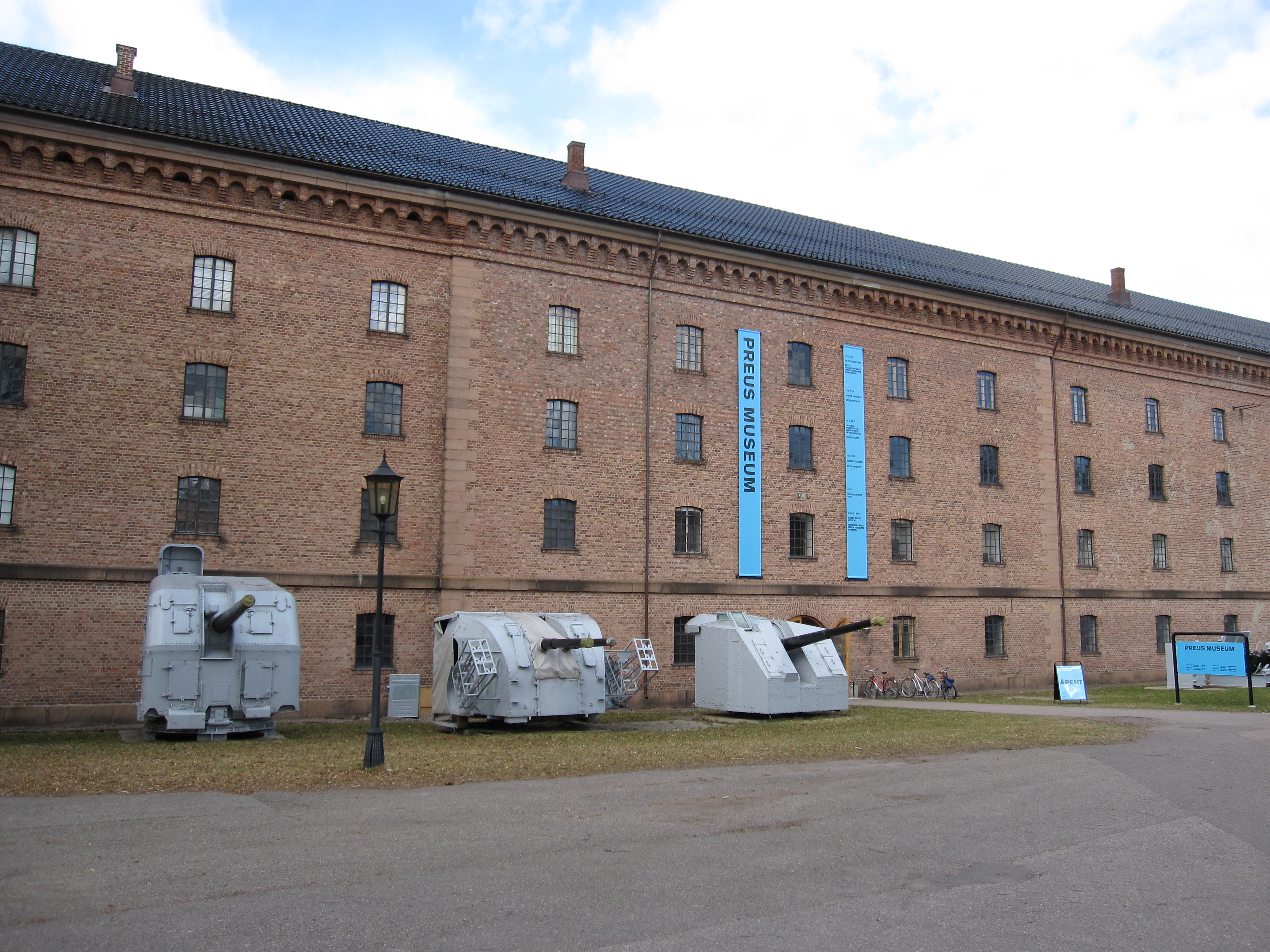
Preus Museum v Hortenu

Leif Preus (18. února 1928 Horten - 5. května 2013) byl norský fotograf, zakladatel muzea Preus Museum. Byl čestným členem Norské asociace fotografů.

## Život a dílo
Narodil se 18. února 1928 v norském Hortenu jako syn Sverra Preuse (1897–1988) a Mariany Christoffersenové (1901–1972). Oženil se v roce 1951.
Po osmi letech v Norském královském námořnictvu založil v roce 1956 vlastní fotografickou společnost Preus Foto. Zřídil celostátní řetězec fotografických laboratoří a stal se jedním z největších v Norsku. Preus Foto se značně rozšířily v 80. a 90. letech a v době svého největšího rozkvětu měla společnost více než 200 zaměstnanců a více než 40 fotografických obchodů. Leif Preus také nastartoval mezinárodní portrétní fotografický řetězec Color Art Photo. Preus Foto v roce 2007 zkrachovala v důsledku mnohaletých ztrát kvůli problémům při přizpůsobování se digitálním technologiím.
V roce 1976 v jeho rodném městě Hortenu jeho rodina založila Preus Photo Museum, které od roku 2005 neslo název Preus Museum.